# Shouse
Shouse is een Australisch-Nieuw-Zeelands elektronisch muziekduo bestaande uit Ed Service en Jack Madin. In 2017 brachten zij de single Love Tonight uit, dat tijdens de coronapandemie in 2021 een volkslied werd.

## Biografie
In 2011 verhuisde Service van Hutt Valley nabij Wellington naar Melbourne om onderdeel te worden van de dansmuziekscene in Australië. In een nachtclub aldaar ontmoette hij Madlin, die een achtergrond had in de folk- en rockmuziek. De twee besloten om samen het duo Shouse te worden. Het eerste nummer die Service en Madin schreven was Love Tonight.
In 2015 verzamelden de jongens zich in een warenhuis in Brunswick in Melbourne voor een recordsessie, waar ze de eerste hand zetten naar Love Tonight. Service stelde tegenover ABC Radio Melbourne dat ze een groep van professionals en amateurs samen hadden gesteld.
De eerste twee singles die Shouse uitbracht waren Whisper en Support Structure werden ingezonden door Mohini en Maia van de band Habits. Voor de derde single Without You werd samenwerkte met Rachel en voor de vierde single Text Apology werden de krachten gebundeld met Martha. in september 2017 volgde de debuut ep Openshouse 3.
Op 14 december 2017 brachten Service en Madin de single Love Tonight uit. Fraya Dinesent van Purple Sneakers stelde dat het nummer een parodie was op de jaren 80 en een eerbetoon aan We Are The World van Band Aid (alhoewel deze single van USA for Africa was en niet van Band Aid). Voor de single riep Shouse een koor met mensen bij elkaar van mensen uit de lokale Melbourne scene.
In december 2018 bracht Shouse haar tweede ep Into It uit.  Hierna nam het duo een tijdlang afstand van de muziek. Service werkte als gemeenschapsbeheerser en Madin muziekleraar op een basisschool.
In maart 2021 bracht de Duitse elektronische muziek producer Oliver Huntemann en de Braziliaanse dj en producer Vintage Culture een remix van Love Tonight uit, dat viraal ging op TikTok. In juni 2021 volgde een remix van de Franse dj en recordproducent David Guetta die in verschillende hitlijsten in Europa verscheen en dat de directe aanleiding was van het doen van een debuuttour door Shouse, mer daarin een optreden tijdens Paris Fashion Week in het Opera Garnier.
Shouse bracht in februari 2022 de single Won't Forget You, dat werd opgenomen tijdens trips naar Europa, en gaf het een live-optreden op het Sydney Opera House tijdens nieuwjaarsnacht in 2021 met een koor van 50 vrienden en collega's. Voor Shouse ging het nummer Won't Forget You om vriendschap, liefde en eeuwige connecties." In hetzelfde jaar werkte het duo samen met Jason Derulo, waarmee het de single Never Let You Go uitbracht op 4 november 2022. Deze werd opgevolgd door de single Live Without Love met David Guetta in mei 2023. Als onderdeel van de Shouse Communitas presenteerde Shouse in St. Paul's Cathedral in Melbourne als onderdeel van Rising festival.

## Discografie

### EP's
| Jaar | Titel        |
| ---- | ------------ |
| 2017 | Openshouse 3 |
| 2018 | Into It      |

### Singles
| Jaar | Titel                                     |
| ---- | ----------------------------------------- |
| 2016 | Whisper (met Habits)                      |
| 2016 | Support Structure (met Habits)            |
| 2017 | Without You (met Rachel)                  |
| 2017 | Text Apology (met Martha)                 |
| 2017 | Love Tonight                              |
| 2022 | Won't Forget You                          |
| 2022 | Never Let You Go (met Jason Derulo)       |
| 2023 | Live Without Love (met David Guetta)      |
| 2023 | Your Love(met House Gospel Choir)         |
| 2024 | Tonic                                     |
| 2024 | Fight for You (Devotion) (met Marten Lou) |
| 2024 | Chains (met Tina Arena)                   |

- International Standard Name Identifier: 0000 0004 9259 1767
- MusicBrainz: 3987e049-8666-470a-a6f7-3ed6ffd110ba